# نادي جان دارك
جان دارك هو نادي كرة قدم من داكار، السنغال. تأسس عام 1923. يلعب النادي في ملعب ليوبول سيدار سينغور الذي يسع لستين ألف متفرج. وصل النادي لنهائي كأس الاتحاد الأفريقي عام 1998، ولكنه خسر أمام النادي الصفاقسي التونسي. لونا الفريق هما الأبيض والأزرق.

## بطولات الفريق
- الدوري السنغالي: 1960، 1969، 1973، 1985، 1986، 1988، 1999، 2001، 2002، 2003
- كأس السنغال: 1962، 1969، 1974، 1980، 1984، 1987